# Up in It
| Recensione                | Giudizio |
| ------------------------- | -------- |
| Rolling Stone Album Guide | [ 1 ]    |

Up in It è il secondo album in studio del gruppo statunitense degli Afghan Whigs, pubblicato nel 1990 dalla Sub Pop, originariamente nel formato vinile. Il disco è stato poi ristampato nel 1991 con l'aggiunta di 4 tracce. Now We Can Begin non è inclusa nella versione CD, al suo posto è stato inserito il pezzo Hey Cuz, tratto dal 45 giri Sister Brother. Amphetamines and Coffee è una cover del gruppo Paul K and the Weathermen. I pezzi Big Top Halloween, Sammy e In My Town sono tratti dal precedente album Big Top Halloween del 1988, mentre I Am The Sticks è tratto dal singolo omonimo.

## Tracce
1. Retarded (Dulli/McCollum) - 3:25
2. White Trash Party (Dulli/McCollum/Curley) - 3:04
3. Hated (Dulli/McCollum) - 3:36
4. Southpaw (Dulli) - 3:20
5. Amphetamines and Coffee (Kopasz) - 1:54
6. Hey Cuz (Dulli/McCollum) - 3:49 (solo versione CD, nelle versioni vinile/cassetta è sostituita da Now We Can Begin)
7. You My Flower (Dulli) - 3:48
8. Son Of The South (Dulli) - 4:11
9. I Know Your Little Secret (Dulli) - 4:22
10. Big Top Halloween (Dulli) - 3:31
11. Sammy (Dulli/Curley/Earle) - 3:15
12. In My Town (Dulli) - 2:59
13. I Am the Sticks (Dulli) - 4:18

## Formazione

### Gruppo
- Greg Dulli - voce, chitarra
- Rick McCollum - chitarra
- John Curley - basso
- Steve Earle - batteria, percussioni

### Altri musicisti
- Paul Cavins - pianoforte in Big Top Halloween
- Michelle Dickinson - vibraslap in Big Top Halloween
- Janette Pierce Davis - cori in Big Top Halloween
- Anna Scala - cori in Sammy
- Marcy Mays - cori in I Am The Sticks

## Crediti

### Versione originale
- Art Aubry - foto di copertina
- Lisa Orth - original sleeve layout

### Ristampa
- John Curley - foto della tray card
- Art Aubry - foto di copertina
- Charles Peterson - foto interne
- Jane Higgins - layout

## Curiosità
- La copertina dell'album (che raffigura un braccio) è stata realizzata in due differenti versioni: una con il braccio orizzontale (versione originale) e l'altra con il braccio verticale (stampe successive, e copertina della versione musicassetta). Le prime 1 000 copie sono state stampate in vinile arancione, una piccola quantità di stampe successive in vinile verde ed in vinile blu. La versione pubblicata dalla etichetta discografica tedesca Glitterhouse ha la copertina con il braccio orizzontale, mentre l'edizione tedesca della Sub Pop ha il braccio verticale. Nelle versioni originali del disco sono presenti i testi delle canzoni.
- La versione giapponese del CD contiene un booklet di 20 pagine che include i testi (in inglese e giapponese) ed un articolo sul gruppo (sempre in giapponese). Inoltre è stato stampato con una striscia extra sul dorso con delle scritte in giapponese.